# The Curse of Sleeping Beauty – Dornröschens Fluch
The Curse of Sleeping Beauty – Dornröschens Fluch (Originaltitel: The Curse of Sleeping Beauty) ist ein US-amerikanischer Fantasy-Horrorfilm aus dem Jahr 2016. In den Hauptrollen sind Ethan Peck, India Eisley, Natalie Hall und Bruce Davison zu sehen.

## Handlung
Thomas Kaiser lebte bis zum Tod seiner Frau ein unbeschwertes Leben. Nun wird er von Albträumen verfolgt, in denen er oftmals eine junge, schlafende Frau sieht. Eines Tages erbt er von seinem Onkel ein altes Anwesen. Zum Erbe gehört allerdings auch die Aufgabe, dafür Sorge zu tragen, dass die Dämonen und Geister, die in dem alten Anwesen leben, in dem Gebäude bleiben. Die seit Generationen weiter vererbte Aufgabe beruht auf einem Fluch aus der Zeit der Kreuzzüge.
Als neuer „Beschützer“ macht er sich in dem alten Gebäude auf die Suche nach dem Geheimnis um den Fluch. Dabei wird er weiterhin von Albträumen verfolgt. Er erkennt, dass das Mädchen in einer Art Paralleldimension lebt und befreit werden will. Thomas nimmt diese Aufgabe an und ist nun bemüht, den Fluch zu brechen.

## Hintergrund
Gedreht wurde fast ausschließlich in Kalifornien. Es sind filmisch stilistische Übereinstimmung zu Sin City zu finden.

## Kritik
„[…] Dröge zwischen Märchen- und Gruselfilm lavierende Dornröschen-Variation mit unstrukturierter Handlung, mäßigen Darstellerleistungen und wenig Budget für Set, Kostüme und Effekte, sodass keine zauberhafte Atmosphäre aufkommt.“

Kritisiert wurde, dass der Film eine Zeit lang braucht, um in Fahrt zu kommen, um selbst dann nicht vollkommen zu überzeugen. Der Film wirkt aufgrund des Endes wie ein Pilotfilm zu einer Fernsehserie.